# Сан-Себаштіан (Гімарайнш)
Сан-Себаштіан (порт. São Sebastião; МФА: [ˈsɐ̃w sɨ.bɐʃ.ti.ˈɐ̃w]) — парафія в Португалії, у муніципалітеті Гімарайнш. Розташована в північно-західній частині країни, на теренах історичної португальської провінції Дору-Міню. Входить до складу округу Брага. За адміністративним поділом, чинним до 1976 року, терени парафії були складовою провінції Міню. Належить до Бразької архідіоцезії Католицької церкви. Патрон — святий Севастіан. Площа — 0,4075 км². Населення — 1976 ос. (2011). Сильно урбанізований регіон. Густота населення — 4849,08 осіб/км²
. Код — 030863.

## Назва
- Гімарайнш (Сан-Себаштіан) (порт. Guimarães (São Sebastião)) — офіційна назва.

## Населення
| Кількість мешканців | Кількість мешканців | Кількість мешканців | Кількість мешканців | Кількість мешканців | Кількість мешканців | Кількість мешканців | Кількість мешканців | Кількість мешканців | Кількість мешканців | Кількість мешканців | Кількість мешканців | Кількість мешканців | Кількість мешканців | Кількість мешканців |
| ------------------- | ------------------- | ------------------- | ------------------- | ------------------- | ------------------- | ------------------- | ------------------- | ------------------- | ------------------- | ------------------- | ------------------- | ------------------- | ------------------- | ------------------- |
| 1864                | 1878                | 1890                | 1900                | 1911                | 1920                | 1930                | 1940                | 1950                | 1960                | 1970                | 1981                | 1991                | 2001                | 2011                |
| 2 418               | 2 553               | 2 613               | 2 637               | 2 874               | 2 685               | 3 003               | 3 415               | 3 450               | 3 083               | 2 642               | 2 566               | 2 320               | 1 949               | 1 976               |